# Blaziert
Blaziert (okzitanisch Blasièrt) ist eine französische Gemeinde mit 128 Einwohnern (Stand 1. Januar 2022) im Département Gers in der Region Okzitanien. Sie gehört zum Arrondissement Condom und zum Gemeindeverband La Ténarèze. Die Bewohner nennen sich Blaziértois.

## Geografie

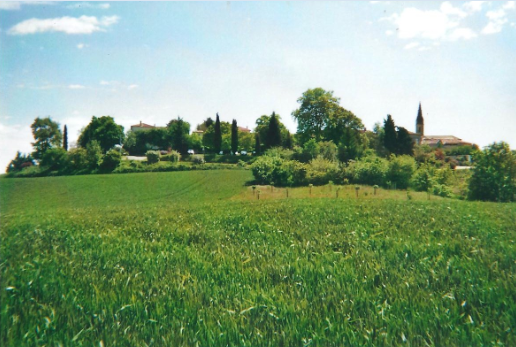
Blaziert

Die Gemeinde Blaziert liegt in der Landschaft Armagnac etwa auf halbem Weg zwischen Condom und Lectoure, großräumiger gesehen 35 Kilometer südlich von Agen und 38 Kilometer nördlich von Auch. Das 10,97 km² umfassende Gemeindegebiet erstreckt sich am Oberlauf des Flusses Auvignon im Hügelland zwischen den beiden parallel nach Norden ausgerichteten Flusstälern von Baïse und Gers. Die Gemeinde besteht aus den Dörfern Blaziert, Maintenon, Castéra, Bajonne, Gaichies, Bladé und Chibalé sowie weiteren kleinen Weilern und Einzelhöfen. Außerhalb des im Südwesten der Gemeinde gelegenen 25 ha großen Forstes Bois du Haget wird Blaziert von Feldern und Wiesen geprägt; charakteristisch sind darüber hinaus mehrere kleine Stauseen, die der Bewässerung und dem Hochwasserschutz dienen. Im Südosten wird mit 222 m über dem Meer der höchste Punkt der Gemeinde erreicht. Hier, nahe dem Weiler Le Piémont, steht ein Wasserturm.
Umgeben wird Blaziert von den Nachbargemeinden Castelnau-sur-l’Auvignon im Norden, Marsolan im Osten, Terraube im Südosten, Mas-d’Auvignon im Süden, Roquepine im Südwesten, Saint-Orens-Pouy-Petit im Westen sowie Caussens im Nordwesten.

## Ortsname und Geschichte
Der Name Blaziert könnte vom okzitanischen Blasièrt abgeleitet sein, was Baum von Judäa bedeutet, dessen gaskognische Form blasièr (Ahorn) ist. Die Wurzel von blasièr ist ber, was auch Erle heißt. So wurden im Jahr 2001 symbolisch drei Bäume um das Dorf gepflanzt, ein Baum aus Judäa, ein Ahorn und eine Erle.
Im 12. und 13. Jahrhundert wurde an der Stelle des heutigen Dorfplatzes eine Festung und anschließend eine angrenzende Wohnburg errichtet. Das Dorf Blaziert hat sich seit dem 16. Jahrhundert nicht mehr wesentlich verändert. Es hatte die Form eines Parallelogramms; am Nord- und Südende befanden sich befestigte Tore.
Die Kirche Saint-Blaise (St. Blasius) entstand im 19. Jahrhundert anstelle eines abgebrannten Vorgängerbaues. Aus Platzgründen wurde sie zwischen zwei Bauernhäuser gequetscht und ist nicht geostet.

### Bevölkerungsentwicklung
| Jahr      | 1962 | 1968 | 1975 | 1982 | 1990 | 1999 | 2011 | 2021 |
| Einwohner | 245  | 200  | 147  | 138  | 121  | 124  | 135  | 129  |

Im Jahr 1793 wurde mit 564 Bewohnern die bisher höchste Einwohnerzahl ermittelt. Die Zahlen basieren auf den Daten von cassini.ehess und INSEE.

## Sehenswürdigkeiten
- Kirche Saint-Blaise mit 33 m hohem Kirchturm, historisierenden Kirchenfenstern und einer Zeichnung von Christus am Kreuz an einer Wand der Sakristei
- Wegkreuze
- Wasserturm
- vier Sonnenuhren

Kirche St. Blasius in Blaziert
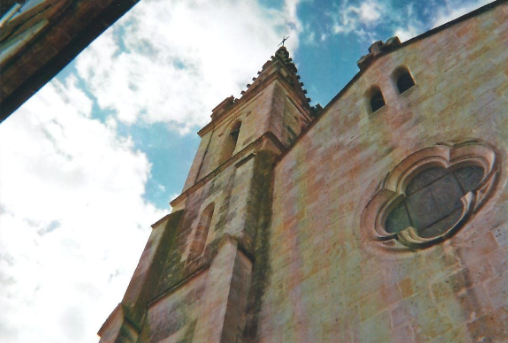
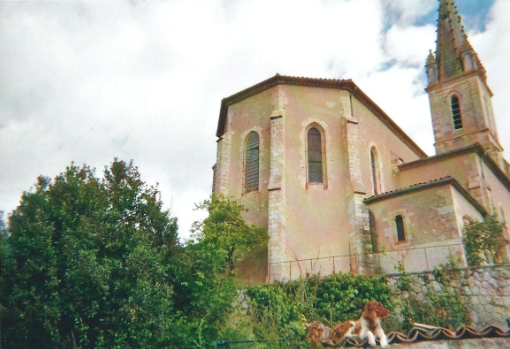

Die Gemeinde erhielt die Auszeichnung „Vier Blumen“, die vom Conseil national des villes et villages fleuris (CNVVF) im Rahmen des jährlichen Wettbewerbs der blumengeschmückten Städte und Ortschaften verliehen wird.

## Wirtschaft und Infrastruktur
Blaziert ist kein Weinbauort. Unmittelbar nordwestlich und nördlich der Gemeinde werden Reben für die Herstellung der Armagnac-Branntweine und für den Aperitif Floc de Gascogne verwendet. In Blaziert sind 23 Landwirtschaftsbetriebe ansässig (Getreide- und Futtermittelanbau, Ziegen-, Schaf- und Geflügelzucht).
Durch den Norden der Gemeinde Blaziert führt die Fernstraße D7 von Condom nach Lectoure. Der nächste Autobahnanschluss befindet sich 35 Kilometer nördlich nahe Agen (Autoroute A62 von Bordeaux nach Toulouse). Der Bahnhof Agen liegt an der Bahnstrecke Bordeaux–Sète.

## Belege
1. ↑  kurzer Geschichtsabriss auf cc-tenareze.fr (französisch)
2. ↑  Blaziert auf cassini.ehess
3. ↑  Blaziert auf INSEE
4. ↑  4-Blumen-Auszeichnung für Blaziert (französisch)
5. ↑  Landwirtschaftsbetriebe in Blaziert auf annuaire-mairie.fr (französisch)